# RS-477
Pour les articles homonymes, voir Route 477.
La RS 477 est une route locale du Nord-Ouest de l'État du Rio Grande do Sul qui relie la municipalité de Barracão, sur le río Uruguay et à la limite avec l'État de Santa Catarina, à partir de l'embranchement avec la BR-470, à celle d'Erechim. Elle dessert Barracão, São José do Ouro, Cacique Doble, Paim Filho, Carlos Gomes, Centenário, Áurea et Erechim, et est longue de 105 km. Elle partage 7 km avec la RS-126 au sud de la commune de Paim Filho. Son tronçon entre la RS-126 et Áurea n'est pas encore construit ou en cours.